# Лютиков, Евгений Кузьмич
Евгений Кузьмич Лютиков — командир батареи 66-го гвардейского миномётного Киевского Краснознамённого ордена Богдана Хмельницкого полка 4-го гвардейского кавалерийского корпуса 2-го Украинского фронта, гвардии лейтенант.

## Биография
Родился 21 апреля 1921 года в городе Пугачёв ныне Саратовской области. Учился и окончил среднюю школу № 205 в Москве. Был студентом Московского энергетического института.
В Красной Армии с 1939 года. Учился в военном артиллерийском училище.
На фронтах Великой Отечественной войны с 14 ноября 1941 года. Воевал на Западном, Брянском, Воронежском, 1 и 2-м Украинских фронтах. Принимал участие в Курской битве, освобождении Украины, Молдавии, Румынии и Венгрии.
Командир батареи 66-го гвардейского миномётного полка гвардии лейтенант Лютиков отличился в боях по освобождению Венгрии. В ходе Дебреценской операции 8 октября 1944 года на батарею у населённого пункта Шарретудвари вышли внезапно 2 самоходные установки и артиллерийская батарея противника. Командир развернул реактивные установки и открыл огонь, остановив наступление противника. Трижды раненый, последней гранатой подорвал себя и окруживших его врагов.
Звание Героя Советского Союза гвардии лейтенанту Лютикову Евгению Кузьмичу присвоено посмертно 24 марта 1945 года за мужество и отвагу при отражении внезапного нападения противника, за высокий акт героизма, окончившийся самопожертвованием во имя победы.
Похоронен на кладбище Керепеши в городе Будапешт. В Москве на Долгопрудненском Центральном кладбище установлен кенотаф.

## Память
Имя Героя носит центр образования № 1601 в Москве, ранее имя Героя носила школа № 205.

## Награды
Награждён орденами Ленина, Отечественной войны 2-й степени и Красной Звезды, медалями.